# Pies descalzos
A Pies descalzos Shakira kolumbiai énekesnő albuma, 1996. február 13-án jelent meg, főként pop, rock, és latinzenei hangzásvilágú számokat tartalmaz. A lemez világsikert aratott, 4 millió példányban kelt el, nyolc országban a toplisták élére is került.

## Az album dalai
1. "Estoy aquí" (Ochoa / Shakira) – 3:51
2. "Antología" (Ochoa / Shakira) – 4:15
3. "Un poco de amor" (Ochoa / Shakira) – 4:00
4. "Quiero" (Ochoa / Shakira) – 4:09
5. "Te necesito" (Ochoa / Shakira) – 3:59
6. "Vuelve" (Ochoa / Shakira) – 3:54
7. "Te espero sentada" (Shakira) – 3:25
8. "Pies descalzos, sueños blancos" (Ochoa / Shakira) – 3:25
9. "Pienso en ti" (Ochoa / Shakira) – 2:25
10. "Dónde estás corazón" (Ochoa / Shakira) – 3:51
11. "Se quiere, se mata" (Ochoa / Shakira) – 3:39